# Палестина на зимних Азиатских играх 2011
Палестинская команда приняла участие в 7-х зимних Азиатских играх, проводившихся в 2011 году в Астане и Алма-Ате, отправив двух спортсменов, участвовавших в соревнованиях по горнолыжному спорту. По результатам Игр она не завоевала ни одной медали.

## Горнолыжный спорт
В женских соревнованиях по горнолыжному спорту приняла участие Арва эль-Батта, которая планировала выступить в суперкомбинации и супергиганте, но вышла на трассу только в супергиганте. Однако ей не удалось пройти трассу до конца и она была дисквалифицирована. В мужских соревнованиях в суперкомбинации и супергиганте был заявлен Мохаммед эль-Батта, однако он передумал выступать и ограничился формальным  участием в соревнованиях.
| Дисциплина                | Спортсмен          | Результат     | Место |
| ------------------------- | ------------------ | ------------- | ----- |
| Супергигант (женщины)     | Арва эль-Батта     | не закончила  | -     |
| Суперкомбинация (женщины) | Арва эль-Батта     | не стартовала | -     |
| Супергигант (мужчины)     | Мохаммед эль-Батта | не стартовал  | -     |
| Суперкомбинация (мужчины) | Мохаммед эль-Батта | не стартовал  | -     |